# Hans Ebhardt
Hans Ebhardt (* 7. Januar 1895 in Jena; † 27. September 1937 in Berlin) war ein deutscher SS-Führer und politischer Funktionär. Er war von 1933 bis 1937 Chef des SS-Sonderkommandos der Reichskanzlei.

## Leben und Tätigkeit
Ebhardt trat zum 1. Juli 1930 in die NSDAP ein (Mitgliedsnummer 271.196). Am 26. Oktober 1930 wurde er auch Mitglied der SS (Mitgliedsnummer 3.900), in der er in den folgenden Jahren kontinuierlich aufstieg.
Am 4. Februar 1933, einige Tage nach der Machtergreifung der Nationalsozialisten, wurde Ebhardt zum Führer der sogenannten SS-Sonderkommandos Reichskanzlei-Palais (auch als „Begleitkommando II des Führers“ bezeichnet) ernannt. Er wurde zur Dienstleistung in die Berliner Reichskanzlei entsandt und bezog dort einen Dienstraum direkt links am Eingang der Reichskanzlei in der Wilhelmstraße. Einerseits hatte er dort mit dem ihm unterstehenden SS-Leuten, neben anderen Formationen, für die Sicherheit der Regierungszentrale zu sorgen. Daneben fungierte er auch als eine Art Beschwerdestelle, die Beschwerden über Missgriffe, Ungerechtigkeiten und Willkürakte von staatlichen Behörden oder Parteistellen „mundgerecht“ zurechtgemacht bei Hitler vorzulegen hatte.
Ebhardt selbst beschrieb seine Tätigkeit einmal spöttisch wie folgt: „Ja, ja, ich bin die Kloake des Dritten Reiches, bei mir läuft aller Mist zusammen, den die Herren Gauleiter, Reichsleiter, Reichsführer und Gott weiß noch wer, verzapfen, und ich soll die Sachen beim Adolf dann wieder ausbügeln.“
In der SS war Ebhardt vom 3. September 1933 bis 1. April 1936 – unter „Kommandierung zur Reichskanzlei“ – formationsmäßig dem SS-Abschnitt III (Berlin) z.b.V. und anschließend bis zu seinem Tod dem Stab des SS-Hauptamtes zugeteilt.
Ebhardt starb überraschend im September 1937 an einem Herzschlag. Die Trauerrede für ihn hielt der Reichsärzteführer Leonardo Conti. In Berlin kursierte in der Folgezeit das Gerücht, „Ebs“ (wie er kurz gerufen wurde) sei diskret umgebracht worden, weil er durch seine Tätigkeit zu viel Einblick in Interna der NSDAP-Parteiführung erlangt habe und dadurch potentiell unbequem geworden sei.

## Beförderungen
- SS-Truppführer: 7. Juli 1931 (mit Wirkung vom 8. Juli 1931)
- SS-Sturmführer: 21. Dezember 1931 (mit Wirkung vom 6. Dezember 1931)
- SS-Obersturmführer: 9. November 1933
- SS-Sturmhauptführer: 8. Februar 1934 (mit Wirkung vom 30. Januar 1934)
- SS-Sturmbannführer: 20. Juni 1934
- SS-Obersturmbannführer: 20. September 1935 (mit Wirkung vom 15. September 1935)
- SS-Standartenführer: 20. April 1937

## Ehe und Familie
Ebhardt heiratete am 10. Juni 1924 in Marburg Charlotte Bertha Marie Schellenberg.

## Überlieferung
Im Bundesarchiv Berlin haben sich im Bestand des ehemaligen Berlin Document Center eine SS-Führerpersonalakte (R 9361-III/35759) und eine Akte des Rasse- und Siedlungshauptamtes der SS (R 9361-III/522308) zu Ebhardt sowie eine Akte der Parteikanzlei der NSDAP (R 9361-II/190468) über ihn erhalten.